# Method (Caroline du Nord)
Pour les articles homonymes, voir Method.
Method est une localité du comté de Wake en Caroline du Nord, au nord-ouest de Raleigh.
Le village fondé en 1872 s'appelait à l'origine Slabtown, et a été nommé Method en 1890